# باتريك سيلفا
باتريك سيلفا (بالبرتغالية: Patrik Camilo Cornélio da Silva‏) (19 يوليو 1990 بساو باولو في البرازيل - ) هو لاعب كرة قدم برازيلي في مركز الوسط. لعب مع نادي بارانا ونادي بالميراس ونادي ساو كايتانو ونادي سبورت ريسيفه ونادي ريو كلارو فوتيبول ونادي غانغوون وOeste Futebol Clube ‏.

## وصلات خارجية
- باتريك سيلفا على موقع قاعدة بيانات كرة القدم.إي يو (الإنجليزية)